# پانولا (اکلاهاما)
پانولا (به انگلیسی: Panola) یک منطقهٔ مسکونی در ایالات متحده آمریکا است که در شهرستان لاتیمر، اکلاهما واقع شده‌است.